# 比迪福德 (缅因州)
比迪福德（英語：Biddeford）是美國緬因州約克縣的一個城市，位於索科河畔。2000年人口20,942人，是該縣第一大城市、全州第六大城市。
1718年設鎮，以英國德文郡的比迪福德為名。1855年設市。

## 姐妹城市
- 英国比迪福德（德文郡）